# Grades de l'armée cubaine
Les grades de l'armée cubaine sont les insignes militaires utilisés par les Forces armées cubaines (Terre (Fuerzas Terrestres), Mer (Marina de Guerra) et Air (Fuerzas Aéreas)).

## Insigne actuel
De 1980 à 1989, Cuba utilise des grades et des insignes basés sur le système soviétique au point de copier le motif de broderie sur les épaulettes des officiers.
De nos jours, les insignes de grade sont de couleur verte pour les officiers jusqu'au colonel supérieur et les insignes de grade utilisés au début des années 1970 pour les officiers subalternes sont rétablis. De plus, d'autres insignes de grades sont maintenant sur la manche et sont similaires à ceux utilisés pendant la révolution cubaine par l'armée rebelle. Seuls les insignes de grade général sont encore basés sur le système soviétique.